# Columba (geslacht)
Columba is een geslacht van de familie Columbidae. Het geslacht omvat gemiddeld grote tot grote, stevig gebouwde duiven.
De Amerikaanse soorten uit dit geslacht worden naar aanleiding van moleculair genetisch onderzoek en vervolgens door de American Ornithologists' Union in het geslacht Patagioenas (Amerikaanse duiven) geplaatst.

## Fotogalerij
|  |  |

## Soorten
De volgende soorten zijn bij het geslacht ingedeeld:
- Columba albinucha  – Witnekduif
- Columba albitorques  – Witkraagduif
- Columba argentina  – Zilverduif
- Columba arquatrix  – Olijfduif
- Columba bollii  – Bolles laurierduif
- Columba delegorguei  – Delegorgues duif
- Columba elphinstonii  – Nilgirihoutduif
- Columba eversmanni  – Oosterse holenduif
- Columba guinea  – Gespikkelde duif
- Columba hodgsonii  – Hodgsons duif
- Columba iriditorques  – Bronsnekduif
- Columba janthina  – Zwarte houtduif

- Columba junoniae  – Laurierduif
- Columba larvata  – Kaneeltortel
- Columba leucomela  – Witkopduif
- Columba leuconota  – Sneeuwduif
- Columba livia  – Rotsduif
- Columba malherbii  – São-Tomébronsnekduif
- Columba oenas  – Holenduif
- Columba oliviae  – Somalische holenduif
- Columba pallidiceps  – Geelpootduif
- Columba palumboides  – Andamanenhoutduif
- Columba palumbus  – Houtduif
- Columba pollenii  – Comorenolijfduif
- Columba pulchricollis  – Leigrijze houtduif
- Columba punicea  – Bleekkapduif
- Columba rupestris  – Klipduif
- Columba sjostedti  – Kameroenolijfduif
- Columba thomensis  – São-Toméolijfduif
- Columba torringtoniae  – Ceylonhoutduif
- Columba trocaz  – Trocazduif
- Columba unicincta  – Afrikaanse houtduif

- Columba vitiensis  – Witkeelduif

### Uitgestorven
- † Columba jouyi  – ryukyuduif
- † Columba versicolor  – boninduif